# Chomicza Skała

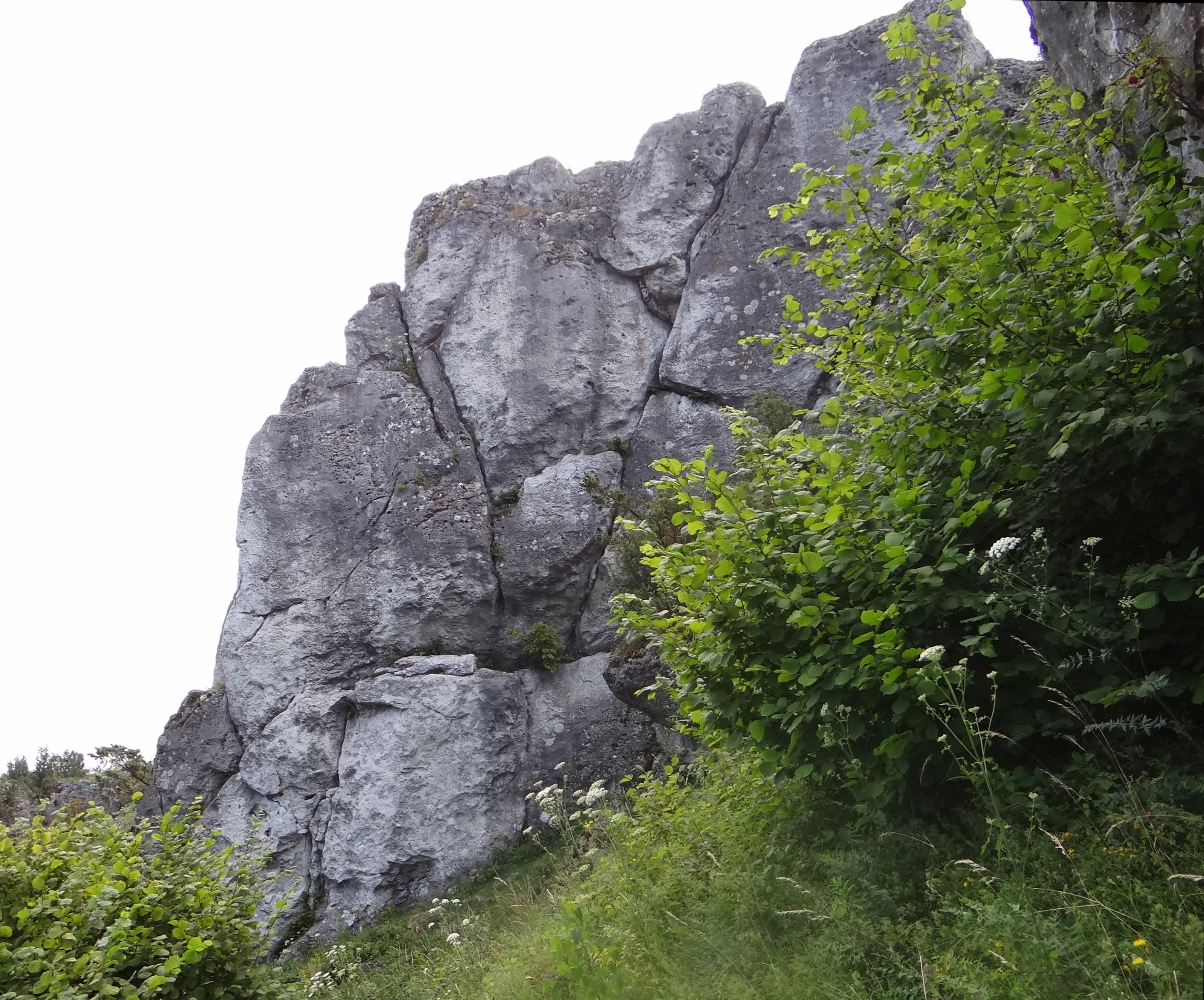
Ściana północno-zachodnia

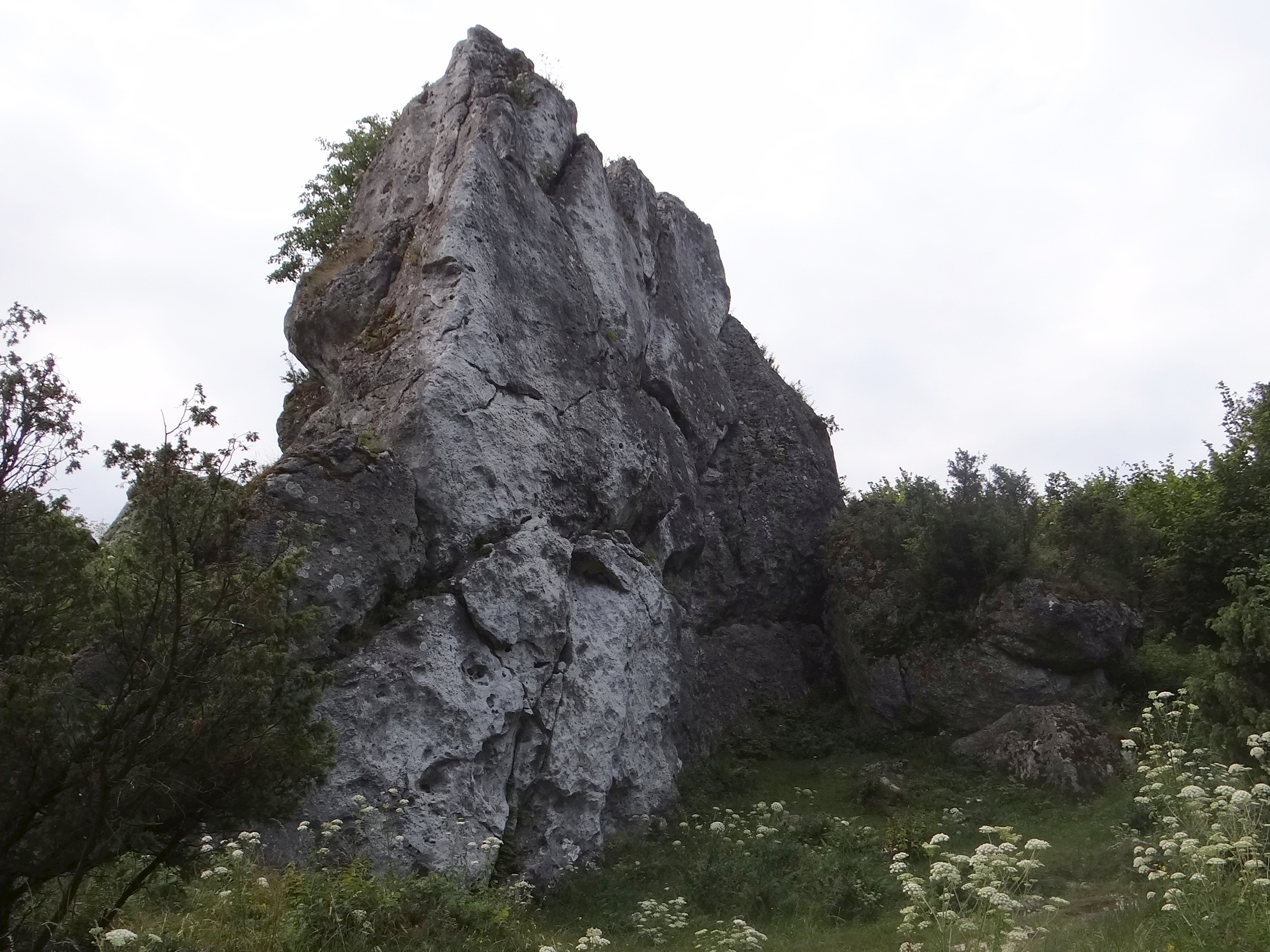
Chomicza Skała od północy

Chomicza Skała – skała na wzniesieniu Góra Zborów w miejscowości Kroczyce w województwie śląskim, w powiecie zawierciańskim, w gminie Kroczyce. Wzniesienie to należy do tzw. Skał Kroczyckich i znajduje się w obrębie rezerwatu przyrody Góra Zborów na Wyżynie Częstochowskiej.
Chomicza Skała zbudowana jest z wapieni i znajduje się na otwartym terenie w północnej części zgrupowania skał Góry Zborów, obok skał Sówka, Minogi i Dolny Wielbłąd. Ma wysokość 10–16 m, połogie i pionowe ściany. Są w nich takie formacje skalne jak filar, komin i zacięcie.

## Drogi wspinaczkowe
Jest 9 dróg wspinaczkowych o wystawie zachodniej i trudności od III do VI.3 w skali Kurtyki. Niektóre mają zamontowane stałe punkty asekuracyjne: ringi (r) i stanowisko zjazdowe (st), niektóre są tylko częściowo obite, na pozostałych wspinaczka tradycyjna (trad). Na drodze nr 4 asekuracja jest trudniejsza od wspinania (W).

1. Kant Chomiczej; VI.1, st, trad
2. Wrota do stodoły; VI.2+, 3r + st, trad
3. Kulturwa; VI.1+, st, nieasekurowalna
4. Lewy Y; VI+W, trad
5. Prawy Y; V+, trad
6. Zetka; VI+, 3r + st, trad
7. Przymioty wacka; VI.2+/3, 7r + st
8. Chomicza załupa; III, trad[3].

## Piesze szlaki turystyczne
Obok Chomiczej Skały prowadzą 2 szlaki turystyczne.
 Szlak Orlich Gniazd: Góra Janowskiego – Podzamcze – Karlin – Żerkowice – Morsko – Góra Zborów – Zdów-Młyny – Bobolice – Mirów – Niegowa.
 Szlak Rzędkowicki: Mrzygłód – Myszków – Góra Włodowska – Rzędkowickie Skały – Góra Zborów (parking u stóp góry)